# NGC 1033
NGC 1033 (другие обозначения — MCG -2-7-53, NPM1G -08.0109, PGC 10108) — спиральная галактика (Sc) в созвездии Кит.
Этот объект входит в число перечисленных в оригинальной редакции «Нового общего каталога».
29 октября 2010 года была открыта сверхновая 2010jc, расположенная в 32" западнее и 10" севернее от центра данной галактики.
Галактика достаточно сильно удалена от центра Сверхскопления Персея-Рыб, однако лучевая скорость и красное смещение говорят о том, что  галактика вероятно относится к  нему.